# Cantón de Saint-Auban
El cantón de Saint-Auban era una división administrativa francesa que estaba situada en el departamento de Alpes Marítimos y la región de Provenza-Alpes-Costa Azul.

## Composición
El cantón estaba formado por trece comunas:
- Aiglun
- Amirat
- Andon
- Briançonnet
- Caille
- Collongues
- Gars
- Le Mas
- Les Mujouls
- Saint-Auban
- Sallagriffon
- Séranon
- Valderoure

## Supresión del cantón de Saint-Auban
En aplicación del Decreto n.º 2014-227 de 24 de febrero de 2014, el cantón de Saint-Auban fue suprimido el 22 de marzo de 2015 y sus 13 comunas pasaron a formar parte, once del nuevo cantón de Grasse-1 y dos del nuevo cantón de Vence.